# Tarsiiformes
Tarsiiformes é uma infraordem de primatas que formam o ramo mais primitivo entre os haplorrinos. Os tarsiiformes dividem-se nas famílias Omomyidae e Tarsiidae, sendo esta última a única com espécies ainda vivas.

## Taxonomia
- Infraordem Tarsiiformes[4]
  - Família Tarsiidae
  - Família †Omomyidae[3]